# Wale Omotoso
Oyewale Omotoso (ur. 6 maja 1985 w Lagos) – australijski bokser kategorii półśredniej.

## Wczesne życie
Omotoso urodził się 6 maja 1985 roku w nigeryjskim mieście – Lagos. Był jednym z pięciorga rodzeństwa. Jako dziecko stracił matkę i ojca, którzy wychowywali go i jego rodzeństwo. Wale nauczył się walczyć na ulicy jednego z najniebezpieczniejszych miast, Lagos. Nazywa siebie „Lucky Boy”, bo jak mówi to szczęście, że jeszcze żyje. Był świadkiem wielu zabójstw, nauczył się nawet biegać zygzakiem, aby uniknąć kul.

## Kariera amatorska
Jako amator był dwukrotnie mistrzem Afryki w 2005 i 2007 roku. W 2005 r. był też mistrzem Nigerii w wadze średniej, a w 2007 roku startował na igrzyskach afrykańskich w Maputo. Nigeryjczyk doszedł do ćwierćfinału, gdzie pokonał go na punkty Foster Nkodo. Na amatorskim ringu stoczył 48 walk, z których 47 wygrał i 1 przegrał.

## Kariera zawodowa
Jako zawodowiec zadebiutował 15 września 2006 roku. W debiucie jego przeciwnikiem był Singyok Sor Seesunt, który przegrał przez techniczny nokaut w 2. rundzie. Do końca 2010 roku stoczył kolejnych 17 zwycięskich pojedynków, z których 15 wygrał przed czasem, zdobywając pasy OPBF i IBF Pan Pacific w wadze półśredniej.
W 2012 roku stoczył 4 pojedynki, z których 3 wygrał. 7 grudnia zmierzył się z Portorykańczykiem Irvingiem Garcią. Pojedynek został przerwany i uznany za nieodbyty, ponieważ po przypadkowym zderzeniu głowami powstało rozcięcie nad okiem Portorykańczyka, które uniemożliwiło mu dalszą walkę.
16 marca 2013 roku zmierzył się w 10-rundowym pojedynku z innym niepokonanym prospektem, Jessiem Vargasem. Omotoso świetnie rozpoczął pojedynek, posyłając rywala na deski w 2. rundzie. Pojedynek zakończył się jednogłośnym zwycięstwem (97-92, 96-93, 96-93) Vargasa. Wynik walki był kontrowersyjny, gdyż to Omotoso był lepszy w tym pojedynku.